# Château de Châteaufort
Pour les articles homonymes, voir Châteaufort.
Le château de Châteaufort est un ancien château fort, antérieur au XIIIe siècle, reconstruit et remanié après 1630, et restauré au XIXe siècle, centre de la seigneurie de Châteaufort, qui se dresse sur la commune de Motz, dans le département de la Savoie en région Auvergne-Rhône-Alpes.

## Situation
Le château de Châteaufort est situé dans le département français de la Savoie sur la commune de Motz, à l'embouchure du Fier, à 1,6 kilomètre, au nord-nord-ouest du bourg, près du hameau de Châteaufort. Depuis le Moyen Âge, il domine le confluent Fier-Rhône et contrôlait les voies terrestres et fluviales.

## Histoire
Le château de Châteaufort est, avant le XIIIe siècle, la possession de la famille de Châteaufort et relevait de la seigneurie de Chautagne ; Marguerite de Châteaufort, par héritage, le transmet à cette époque à la famille de Montluel, héritiers des Châteaufort.
Au XIVe siècle, château et mandement font l'objet de contestations qui opposent le comte de Savoie et les seigneurs de Chautagne. Elles prirent fin, entre 1376 et 1392, avec la cession des droits que détenait la maison de Savoie, à la famille de Montluel.
En 1455, Humbert de Montluel (†1485), fils de Jean de Montluel, restaure et agrandit les fortifications. Il reçoit le château de Châteaufort à l'occasion de son mariage avec Isabelle de Tournon. Guillaume et Alexandre de Montluel, ses deux frères cadets, contestèrent cette donation à leur aîné, et après transaction, un nouveau partage fut négocié. Humbert reçut en pleine propriété le château de Châtillon, qui était détenu en 1457 en indivision avec ses deux frères, et le titre de seigneur de Chautagne. Les cadets reçurent eux Châteaufort et le titre de seigneurs de Châteaufort. Alexandre de Montluel sera, en 1484, à la mort de son frère Guillaume, qui n'avait pour héritier qu'une fille naturelle unie à Jean de Mouxy, seul seigneur de Châteaufort, où il meurt avant 1516. Ses deux fils, dont Nicolas (†1547), épousent, après 1525, la veuve et la fille du seigneur de Luyrieu.
Le château passe à Claude-Suaire de Montluel, fils ainé de Nicolas, auquel il renonce en faveur de son frère Pierre, en 1555. Pierre de Montluel rend hommage pour son château de Châteaufort au roi Henri II de France. Il échoit par héritage aux neveux de Claude-Suaire. Claudine et Claire de Montluel, mariées respectivement à François et Claude de Grolée, vendent, en 1579, par voie judiciaire le château. François de Grolée l'acquiert, en 1586, par arrêt du Sénat de Savoie. C'est cette dernière famille qui sera, en 1597, à l'origine de la construction de l'église de Motz. Pierre de Grolée, frère de François, marié à Anne de Clermont, s'installe, en 1611, au château. En 1630, lors de l'invasion de la Savoie par les troupes de Louis XIII, le château est incendié.
La seigneurie échoit à Marguerite de Grolée (†1652), marié à Charles-Emmanuel de Mareste, marquis de Lucey. Ses descendants résidèrent plus volontiers au château de Lucey. Le dernier de cette branche des Mareste, mort à Turin en 1722, lègue le château à Louis-Martin du Fresnoy, son neveu et fils de Louise-Henriette de Mareste, marquis de Cluses, qui en a la possession de 1722 à 1755. Il passe par héritage à des neveux, les Planchamps. La fille de Henry de Planchamp et de Félicité Duboin, marié à François de Magny, meurt, en 1863, au château de Châteaufort. Sa fille, marié à M. Goubard, eut pour filles Mesdames Magnin, Colcombet et Marie de Magny ; cette dernière avait la propriété du château en 1907.

## Description
Le château de Châteaufort, détruit en 1630, fut reconstruit et remanié après cette date. Il se présente sous la forme d'une grosse maison noble de plan carré, accolé d'une tourelle. Du château médiéval, subsiste, en avant, une grosse tour ronde, les murs d'une double enceinte, avec une tourelle ronde, reconstruite et rehaussée au XIXe siècle.